# Spiroxya heteroclita
Spiroxya heteroclita är en svampdjursart som beskrevs av Topsent 1896. Spiroxya heteroclita ingår i släktet Spiroxya och familjen Alectonidae. Inga underarter finns listade i Catalogue of Life.